# Ambt Hardenberg
Ambt Hardenberg est une ancienne commune néerlandaise de la province d'Overijssel.
La commune a été créée le 1er juillet 1818 par la scission de Hardenberg en deux parties : la ville (Stad Hardenberg) et la campagne environnante (Ambt Hardenberg). En mai 1941, les deux communes furent de nouveau regroupées.
Le chef-lieu était Heemse, où se trouvait la mairie.

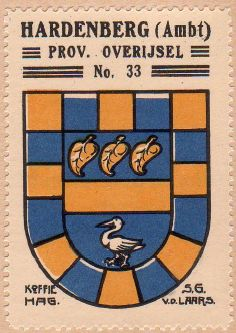
Timbre néerlandais représentant le blason d'Ambt Hardenberg